# الرجل الغصن
الرجل الغصن (بالإنجليزية: The Wicker Man)‏ هو فيلم رعب تم إنتاجه في كندا وألمانيا وصدر في سنة 2006. من بطولة نيكولاس كيج وإلين بورستين وليلي سوبيسكي.

## الميزانية والإيرادات
بلغت تكلفة إنتاج الفيلم حوالي 40 مليون دولار بينما حقق أرباحا تقدر بـ 38.8 مليون دولار.

## وصلات خارجية
- الرجل الغصن على موقع IMDb (الإنجليزية)
- الرجل الغصن على موقع ميتاكريتيك (الإنجليزية)
- الرجل الغصن على موقع روتن توميتوز (الإنجليزية)
- الرجل الغصن على موقع نتفليكس (الإنجليزية)
- الرجل الغصن على موقع قاعدة بيانات الأفلام العربية
- الرجل الغصن على موقع ألو سيني (الفرنسية)
- الرجل الغصن على موقع Turner Classic Movies (الإنجليزية)
- الرجل الغصن على موقع أول موفي (الإنجليزية)
- الرجل الغصن على موقع بوكس أوفيس موجو (الإنجليزية)
- الرجل الغصن على موقع فيلمافينيتي (الإسبانية)